# Les Amis de la Fagne
Les Amis de la Fagne est une société royale belge fondée en 1935, avec pour objectif « la défense et l'illustration du Haut-Plateau fagnard ».

## Contexte géographique

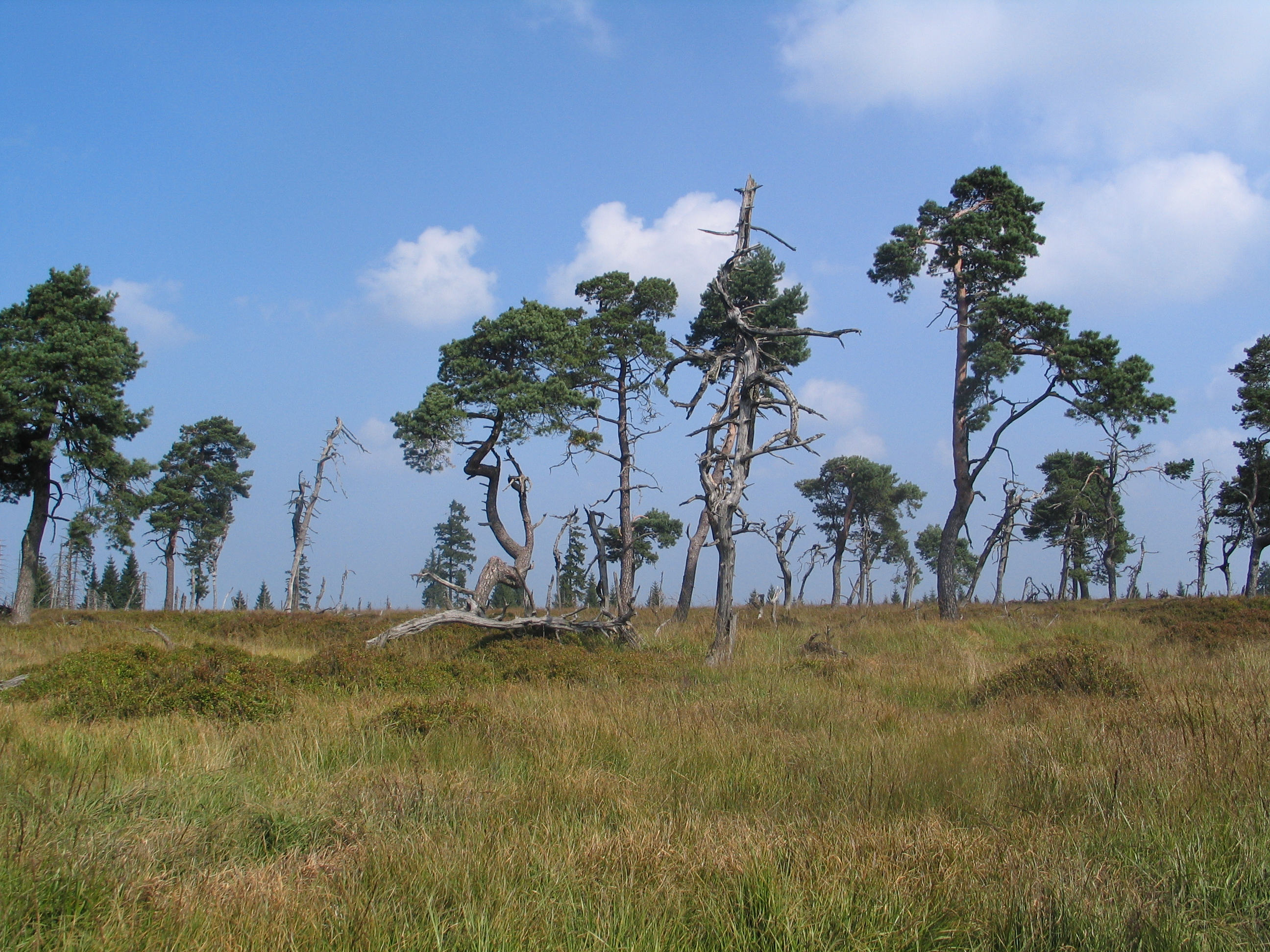
Noir Flohay

En 1957, la réserve naturelle domaniale des Hautes Fagnes est fondée. Entourée du parc naturel des Hautes Fagnes-Eifel (1971), elle s'étend aujourd'hui sur près de 5000 hectares et bénéficie d'une protection supplémentaire comme site Natura 2000. Les Hautes Fagnes appartiennent au Patrimoine majeur de Wallonie.

## Activités

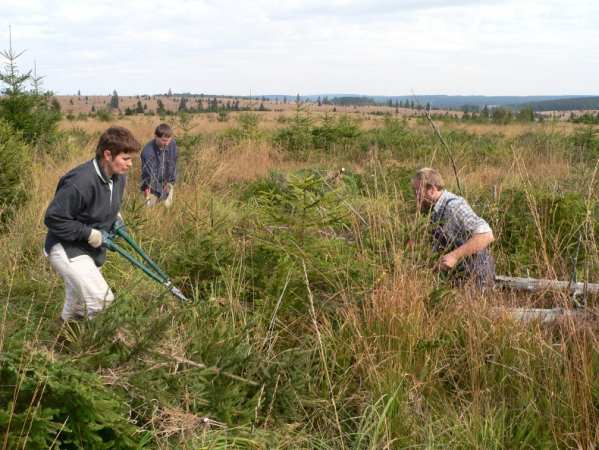
Travaux de sauvegarde sur le site de l'ancien bois Calozet

L'association organise des travaux de gestion sur les propriétés de l'association ou dans la réserve naturelle domaniale : ébouage, ramassage de déchets, arrachage de plantes invasives, élimination des semis indésirables d'épicéas sur les tourbières, restauration des témoins du passé (croix et bornes), replantation d'arbres repères, etc., sous l'égide de la commission de gestion de la réserve naturelle des Hautes Fagnes.
L'association publie une revue trimestrielle, Hautes Fagnes, sur l'actualité locale, des travaux scientifiques ayant trait à la région, l'Histoire, le patrimoine culturel, la toponymie régionale, la géologie, la faune ou la flore des fagnes.
Les étendues fangeuses et leur couronne de forêts ont été cartographiées par « Les Amis de la Fagne ». Quatre planches en couleur au 1/20.000e les décrivent minutieusement et remettent à l'honneur la toponymie traditionnelle de ces lieux chargés d'histoire.
Les Amis de la Fagne organisent des excursions publiques pour présenter le plateau fagnard et ses environs ainsi que des excursions suivant les traditions et le folklore régional et des excursions à thèmes (ornithologie et botanique).
En 2022, l'association s'oppose au projet de création d'un parc national sur les Hautes Fagnes, estimant que la protection de la zone est déjà optimale. Elle se fixe désormais pour objectif d'étendre la superficie des espaces naturels à protéger.